# Svor
Svor es una localidad del distrito de Česká Lípa en la región de Liberec, República Checa, con una población estimada a principio del año 2018 de 664 habitantes. 
Se encuentra ubicada al oeste de la región, en la zona de los montes Jizera (Sudetes occidentales) y el río Jizera —un afluente derecho del río Elba—, a poca distancia al norte de Praga y cerca de la frontera con Alemania y las regiones de Ústí nad Labem y Bohemia Central.

## Historia
En el año 1788 se construyó en Röhsdorf la capilla de la Santísima Trinidad. En 1866 comenzó la construcción del ferrocarril del norte de Bohemia desde Bakov hasta Rumburk, que atraviesa Svor. Debido al terreno montañoso de la región se requirieron algunas infraestructuras adicionales. Una de ellas es el dique del ferrocarril de Svor, con una altitud de 15m.